# Municipalità di Napoli

Mappa delle Municipalità di Napoli

Mappa dei Quartieri di Napoli

Il comune di Napoli è amministrativamente suddiviso in dieci municipalità, ovvero suddivisioni amministrative locali interne al comune volte al decentramento di alcune competenze che godono di una determinata autonomia organizzativa e funzionale rispetto a esso, ai sensi del decreto legislativo 18 agosto 2000, n. 267.
Precedentemente il comune era suddiviso in ventuno circoscrizioni.

## Storia
Sono state istituite con le deliberazioni nº 13 del 10 febbraio 2005, nº 15 dell'11 febbraio, nº 21 del 16 febbraio, nº 29 del 1º marzo e nº 68 del 21 del consiglio comunale di Napoli.

## Amministrazione
| Distretto       | Immagine | Superficie (km²) | Popolazione (% sul totale Napoli) | Densità (ab./km²) | Presidente                                 | Quartieri                                                      | Mappa |
| --------------- | -------- | ---------------- | --------------------------------- | ----------------- | ------------------------------------------ | -------------------------------------------------------------- | ----- |
| Municipalità 1  |          | 8,80             | 82 673 (8,80)                     | 9.553,07          | Giovanna Mazzone (Indipendente)            | Chiaia, Posillipo, San Ferdinando                              |       |
| Municipalità 2  |          | 4,56             | 91 536 (9,74)                     | 20.073,68         | Roberto Marino (Europa Verde)              | Avvocata, Montecalvario, Pendino, Porto, Mercato, San Giuseppe |       |
| Municipalità 3  |          | 9,51             | 103 633 (11,03)                   | 10.897,27         | Fabio Greco (Movimento 5 Stelle)           | Stella, San Carlo all'Arena                                    |       |
| Municipalità 4  |          | 9,27             | 96 078 (10,22)                    | 10.364,4          | Maria Caniglia (Indipendente)              | San Lorenzo, Vicaria, Poggioreale, Zona Industriale            |       |
| Municipalità 5  |          | 7,42             | 119 978 (12,77)                   | 16.169,54         | Clementina Cozzolino (Partito Democratico) | Vomero, Arenella                                               |       |
| Municipalità 6  |          | 19,28            | 138 641 (14,75)                   | 7.190,92          | Alessandro Fucito (Sinistra Italiana)      | Ponticelli, Barra, San Giovanni a Teduccio                     |       |
| Municipalità 7  |          | 10,26            | 91 460 (9,73)                     | 8.914,23          | Antonio Troiano (Indipendente)             | Miano, Secondigliano, San Pietro a Patierno                    |       |
| Municipalità 8  |          | 17,45            | 92 616 (9,85)                     | 5.307,51          | Nicola Nardella (Movimento 5 Stelle)       | Piscinola, Marianella, Scampia, Chiaiano                       |       |
| Municipalità 9  |          | 16,56            | 106 299 (11,31)                   | 6.419,02          | Andrea Saggiomo (Partito Democratico)      | Soccavo, Pianura                                               |       |
| Municipalità 10 |          | 14,16            | 101 192 (10,77)                   | 7.416,38          | Carmine Sangiovanni (Partito Democratico)  | Bagnoli, Fuorigrotta                                           |       |

Ogni municipalità ha circa 100 000 abitanti, con un Presidente, una Giunta (composta da tre assessori esterni, un assessore interno - il Vice Presidente - e il Presidente) e un Consiglio di trenta consiglieri (riducendo di gran lunga i consiglieri che prima facevano capo al solo comune).
Le elezioni avvengono a turno unico e prevedono un premio di maggioranza per la coalizione vincente e uno sbarramento per le liste al 3% dei consensi.
Viene scelta una coalizione e si vota il candidato Presidente che è stato proposto dalla coalizione.
Per quanto riguarda il Consiglio viene votato un candidato Consigliere che deve appartenere alla coalizione a cui appartiene il candidato che si è votato come Presidente. Il consigliere e il candidato che vengono votati devono appartenere alla stessa coalizione ma non obbligatoriamente allo stesso partito.
Le competenze dirette delle municipalità riguardano:
- manutenzione urbana di rilevanza locale;
- attività sociali di assistenza;
- attività che interessano scuola, cultura e sport di interesse locale;
- gestione di servizi amministrativi a rilevanza locale.

Inoltre la municipalità ha la funzione di segnalare al comune problematiche più ampie che necessitano del potere governativo principale; detta funzione si esplica tramite:
- lo sportello dei servizi;
- la consulta per le pari opportunità;
- la consulta dei cittadini stranieri;
- la consulta delle associazioni e delle organizzazioni di volontariato;
- l'assemblea pubblica;
- il referendum consultivo e la presentazione di istanze, petizioni e proposte da parte dei cittadini.

I municipi di Napoli sono identificati con numeri arabi o romani che vanno dal numero 1 al 10.

## Suddivisioni
| Numerazione nella cartina | Quartiere               | Circoscrizione (1980-2006)                                         | Municipalità (2006-oggi) |
| ------------------------- | ----------------------- | ------------------------------------------------------------------ | ------------------------ |
| 14                        | Arenella                | Circoscrizione 11 Arenella                                         | Municipalità 05          |
| 5                         | Avvocata                | Circoscrizione 08 Avvocata - Montecalvario - San Giuseppe - Porto  | Municipalità 02          |
| 18                        | Bagnoli                 | Circoscrizione 01 Bagnoli                                          | Municipalità 10          |
| 29                        | Barra                   | Circoscrizione 19 Barra                                            | Municipalità 06          |
| 2                         | Chiaia                  | Circoscrizione 05 Chiaia - Posillipo - San Ferdinando              | Municipalità 01          |
| 22                        | Chiaiano                | Circoscrizione 14 Chiaiano                                         | Municipalità 08          |
| 19                        | Fuorigrotta             | Circoscrizione 02 Fuorigrotta                                      | Municipalità 10          |
| 10                        | Mercato                 | Circoscrizione 07 Mercato - Pendino                                | Municipalità 02          |
| 24                        | Miano                   | Circoscrizione 13 Miano                                            | Municipalità 07          |
| 4                         | Montecalvario           | Circoscrizione 08 Avvocata - Montecalvario - San Giuseppe - Porto  | Municipalità 02          |
| 11                        | Pendino                 | Circoscrizione 07 Mercato - Pendino                                | Municipalità 02          |
| 21                        | Pianura                 | Circoscrizione 04 Pianura                                          | Municipalità 09          |
| 23                        | Piscinola               | Circoscrizione 12 Piscinola - Marianella                           | Municipalità 08          |
| 16                        | Poggioreale             | Circoscrizione 17 Poggioreale                                      | Municipalità 04          |
| 28                        | Ponticelli              | Circoscrizione 18 Ponticelli                                       | Municipalità 06          |
| 12                        | Porto                   | Circoscrizione 08 Avvocata - Montecalvario - San Giuseppe - Porto  | Municipalità 02          |
| 15                        | Posillipo               | Circoscrizione 05 Chiaia - Posillipo - San Ferdinando              | Municipalità 01          |
| 7                         | San Carlo all'Arena     | Circoscrizione 09 Stella - San Carlo all'Arena                     | Municipalità 03          |
| 1                         | San Ferdinando          | Circoscrizione 05 Chiaia - Posillipo - San Ferdinando              | Municipalità 01          |
| 30                        | San Giovanni a Teduccio | Circoscrizione 20 San Giovanni a Teduccio                          | Municipalità 06          |
| 3                         | San Giuseppe            | Circoscrizione 08 Avvocata - Montecalvario - San Giuseppe - Porto  | Municipalità 02          |
| 9                         | San Lorenzo             | Circoscrizione 06 San Lorenzo - Vicaria                            | Municipalità 04          |
| 27                        | San Pietro a Patierno   | Circoscrizione 16 San Pietro a Patierno                            | Municipalità 07          |
| 26                        | Scampia                 | Circoscrizione 21 Scampia (dal 1992 per scorporo da Secondigliano) | Municipalità 08          |
| 25                        | Secondigliano           | Circoscrizione 15 Secondigliano                                    | Municipalità 07          |
| 20                        | Soccavo                 | Circoscrizione 03 Soccavo                                          | Municipalità 09          |
| 6                         | Stella                  | Circoscrizione 09 Stella - San Carlo all'Arena                     | Municipalità 03          |
| 8                         | Vicaria                 | Circoscrizione 06 San Lorenzo - Vicaria                            | Municipalità 04          |
| 13                        | Vomero                  | Circoscrizione 10 Vomero                                           | Municipalità 05          |
| 17                        | Zona Industriale        | Circoscrizione 17 Poggioreale                                      | Municipalità 04          |